# Дробитько, Елена Алексеевна
Елена Алексеевна Дробитько (1909 год — 1995 год, Бишкек, Кыргызстан) — табаковод, звеньевая колхоза имени Калинина Кировского района Таласской области, Киргизская ССР. Герой Социалистического Труда (1949).

## Биография
Родилась в 1909 году в крестьянской семье на территории современной Ростовской области.
Во время Великой Отечественной войны эвакуировалась в Киргизию, где трудилась разнорабочей в колхозе имени Калинина Кировского района. Позднее возглавляла звено по выращиванию табака.
В 1948 году звено Елены Дробитько вырастило в среднем по 22,3 центнера листьев табака с каждого гектара на участке площадью 4,5 гектара. Указом Президиума Верховного Совета СССР от 4 июля 1949 года удостоена звания Героя Социалистического Труда с вручением ордена Ленина и золотой медали «Серп и Молот».
С 1968 года — персональный пенсионер союзного значения.
Проживала в Кара-Бууринском районе, а в последние годы жизни — в Бишкеке.
Скончалась в 1995 году.